# Lupinus yarushensis
Lupinus yarushensis är en ärtväxtart som beskrevs av Charles Piper Smith. Lupinus yarushensis ingår i släktet lupiner, och familjen ärtväxter. Inga underarter finns listade i Catalogue of Life.